# Auchy-lez-Orchies
Auchy-lez-Orchies é uma comuna francesa na região administrativa de Altos da França, no departamento do Norte. Estende-se por uma área de 7.79 km². Em 2010 a comuna tinha 1 530 habitantes (densidade: 196,4 hab./km²).